# Marion Montaigne

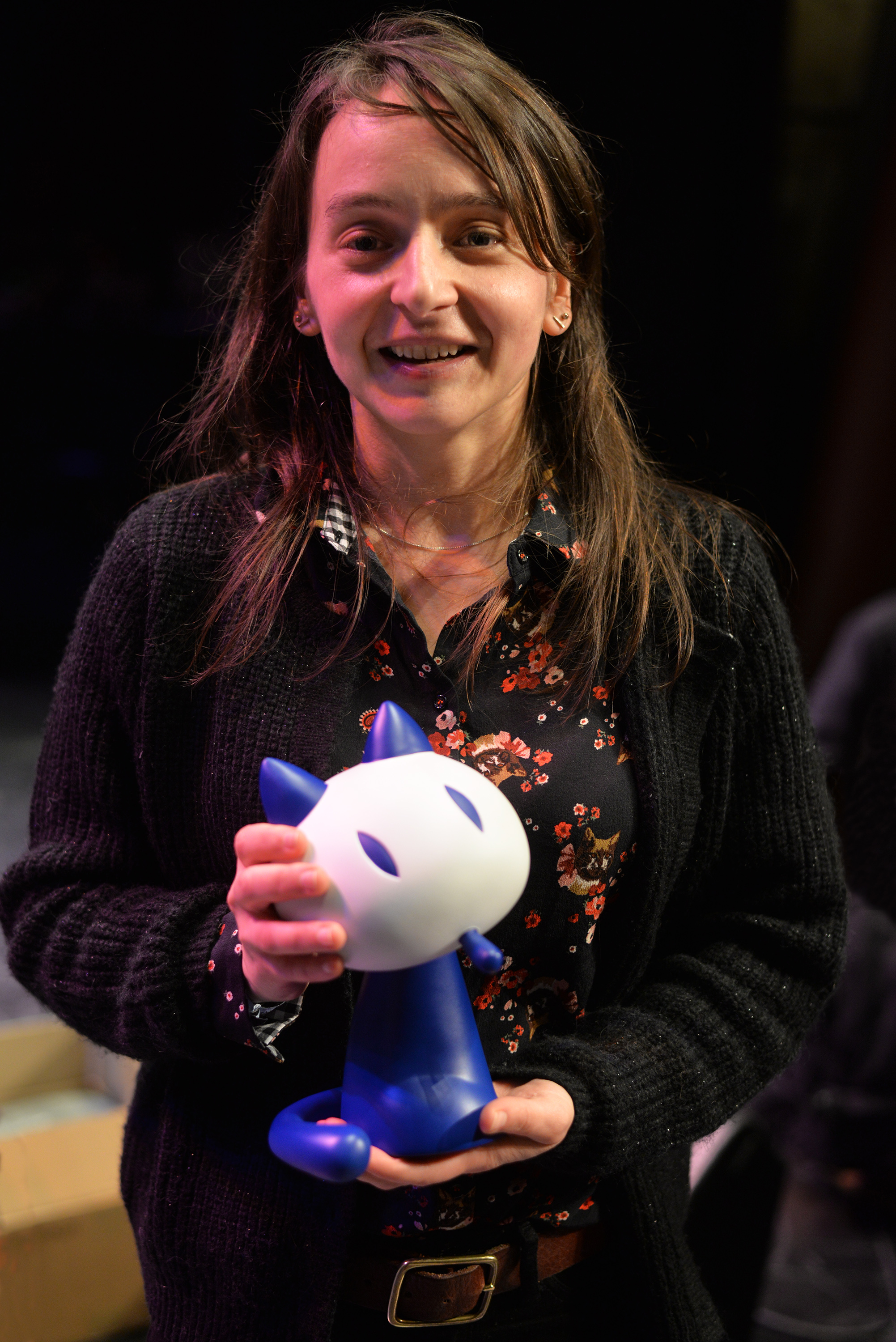
Marion Montaigne

Marion Montaigne (* 8. April 1980 in Saint-Denis, Réunion) ist eine französische Comiczeichnerin, Bloggerin und Autorin.

## Biografie
Montaigne wurde in Saint-Denis auf der Insel Réunion geboren. Sie studierte Zeichentrick an der Pariser Gobelins-Schule. Ab 2008 veröffentlichte sie den Science-Fiction-Wissenschafts-Blog „Tu mourras moins bête“, der später auch als Comicreihe herauskam. Für den zweiten Band erhielt sie 2013 den Publikumspreis beim Festival von Angoulême. Die Reihe wird seit 2016 als Zeichentrickserie Wer nicht fragt, stirbt dumm! für den Fernsehsender Arte adaptiert.

## Auszeichnungen
- 2013: Prix du public Cultura auf dem Festival in Angoulême für Tu mourras moins bête... Band 2 : Quoi de neuf, docteur Moustache ?
- 2018: Prix du public Cultura auf dem Festival in Angoulême für Dans la combi de Thomas Pesquet
- 2018: Grand prix de l’affiche auf dem Festival Quai des Bulles[4]

## Bibliographie
- Panique organique, Sarbacane, 2007.
- La Vie des très bêtes, Bayard, 2008.
- La Vie des très bêtes. Ils reviennent !, Bayard, 2010.
- Tu mourras moins bête...:
  - La science, c'est pas du cinéma, 2011. Ankama
  - Quoi de neuf, docteur Moustache ?, 2012. Ankama
  - Science un jour, Science toujours !, 2014. Delcourt
  - Professeur Moustache étale sa science !, 2015, Delcourt
- Riche, pourquoi pas toi? with Michel Pinçon and Monique Pinçon Charlot, 2013, Dargaud
- Bizarrama culturologique, 2015, Delcourt
- L'Intelligence artificielle with Jean-Noël Lafargue, 2016, Le Lombard
- Dans la combi de Thomas Pesquet, 2017, Dargaud
- Marion Montaigne: La science, c'est pas du cinéma! Ankama, Paris 2011, ISBN 978-2-35910-220-8
- Marion Montaigne: Quoi de neuf, docteur Moustache? Ankama, Paris 2012, ISBN 978-2-35910-293-2
- Marion Montaigne: Science un jour, Science toujours! Delcourt, Paris 2014, ISBN 978-2-7560-6183-2
- Marion Montaigne: Professeur Moustache étale sa science! Delcourt, Paris 2015, ISBN 978-2-7560-7317-0